# IC 4062
IC 4062 је спирална галаксија у сазвјежђу Ловачки пси која се налази на листи објеката дубоког неба у Индекс каталогу.
Деклинација објекта је + 39° 51' 31" а ректасцензија 13h 0m 58,7s. Привидна величина (магнитуда) објекта IC 4062 износи 14,2 а фотографска магнитуда 15,0. IC 4062 је још познат и под ознакама MCG 7-27-14, PGC 44836.